# Ordre de Mendi pour la bravoure
L'Ordre de Mendi pour la bravoure est un honneur sud-africain  institué le 30 novembre 2003. Il s'appelait à l 'origine «Mendi Decoration for Bravery» et a été renommé en tant que commande le 22 octobre 2004. Bien qu'il s'agisse principalement d'un honneur civil, il y a eu quelques récompenses militaires, y compris une récompense collective aux unités de l'armée de l'air sud-africaine et de la marine sud-africaine qui ont sauvé les passagers d'un paquebot qui coulait en 1991, et une récompense collective aux unités de la SAAF. qui a mené des opérations de secours contre les inondations au Mozambique en 2001.

## Classements
L'ordre est accordé par le président de l'Afrique du Sud, pour le courage de sauver des vies ou des biens. Il a trois catégories :
- Or  (OMBG), pour une bravoure remarquable.
- Argent  (OMBS), pour une bravoure exceptionnelle,
- Bronze  (OMBB), pour une bravoure exceptionnelle.

## Homonyme
L'ordre est nommé d'après un navire de troupes de la Première Guerre mondiale , le SS Mendi, qui a coulé après une collision en 1917, avec la perte de plus de 600 soldats sud-africains (noirs).

## Conception
L'insigne de l'ordre est ovale, sur l'avers est un bouclier africain ovale, représentant le Mendi avec un oiseau grue bleue volant au-dessus. Derrière le bouclier sont un croisés sagaie et knobkierrie (club de guerre), et la conception de l' ensemble est entouré d'une bordure décorée des emprunts de pas de lion. Le revers montre les armoiries de l'Afrique du Sud. Le ruban est doré, parsemé de contours de pattes de lion, alternativement à gauche et à droite.

## Bénéficiaires

### 2003
- Des membres de l' équipe de sauvetage de l'armée de l'air sud-africaine impliqués dans l'inondation de 2000 au Mozambique - Or
- Basilic Février - Or
- Petros Linda Jabane
- Membres de l' équipe de sauvetage de la Force de défense nationale sud-africaine impliqués dans le naufrage de l'Oceanos en 1991 - Argent
- Sam Nkomo - Argent
- Slabbert Leonard - Argent
- Phila Portia Ndwandwe - Argent

### 2004
- Richard Barney Lekgotla Molokoane - Or
- Jimmy Booysen -  Argent
- Etienne Gunter

### 2005
- Solomon Mahlangu - Or
- Grant Nigel Kirkland - Argent
- Simon John Mthombeni - Bronze
- Cheikh Yusuf

### 2010
- Unité G5, y compris le général Solly Shoke [4]

### 2011
- Raymond Basil van Staden - Bronze  - Van Staden s'est noyé en essayant de sauver la vie d'une autre personne. Pour son acte désintéressé, Van Staden a reçu à titre posthume l'Ordre de Mendi pour la bravoure en bronze

### 2014
- Elizabeth Barrett - Bronze  [5] - "Pour son acte courageux d'altruisme en sauvant 14 enfants d'une maison en feu et elle a continué à donner aux orphelins vulnérables et aux enfants des rues."
- Russell Maphanga -  Argent  -  "Pour son leadership en période de difficulté et sa contribution courageuse dans la lutte pour les droits des travailleurs et la libération du peuple sud-africain."
- Indres Naidoo -  Argent  - "Pour son excellente contribution dans la lutte contre les lois injustes de l'apartheid, mettant souvent parfois sa vie en danger pour assurer la liberté de tous les Sud-Africains."
- Shirish Nanabhai -  Argent  - "Pour sa bravoure dans la lutte contre l'apartheid et sa détermination résolue à réaliser le rêve d'une Afrique du Sud libre et démocratique."
- Reggie Vandeyar -  Argent  - "Pour sa remarquable bravoure pendant la lutte contre l'apartheid et pour sa lutte pour une Afrique du Sud libre et démocratique."

### 2015
- Mpumelelo Washington Bongco - Or  - «Pour sa contribution exceptionnelle à la recherche de l'égalité et du suffrage universel en Afrique du Sud. Il n'a jamais cédé, même si cela signifiait mettre sa vie en danger dans une société où les sentiments anti-gouvernementaux étaient écrasés par une brutalité effrayante.
- Joseph Morolong - Argent  - "Pour son excellente contribution à la lutte pour la libération en Afrique du Sud. Il a enduré d'énormes persécutions personnelles pour l'idéal d'une société démocratique et libérée. "
- Caleb Motshabi -  Argent  - "Pour son excellente contribution à la lutte pour la libération du peuple sud-africain. Il a permis un passage sûr à de nombreux jeunes qui sont partis en exil pour lutter pour la liberté. "
- Eric Mtshali - Argent  - "Pour son excellente contribution à la lutte contre le régime d'apartheid oppressif et raciste. Malgré de grands risques, il n'a jamais été dissuadé de lutter contre l'injustice. "
- Jetro Ndlovu - Bronze  - "Pour son excellente contribution à la lutte pour la liberté, l'égalité et la démocratie en Afrique du Sud."

### 2016
- Hermanus Gabriel Loots alias James Stuart - Argent  - "Pour son combat courageux contre l'oppression de la majorité des Sud-Africains pendant les moments difficiles de l'injustice de l'apartheid."
- Maqashu Leonard Mdingi - Argent  - "Pour son excellente contribution à la lutte de libération et sa ferme conviction en l'égalité de tous ceux qui vivaient en Afrique du Sud."
- Ulysses Modise - Argent  - "Pour son excellente contribution à la lutte pour la libération du peuple sud-africain"
- Peter Sello Motau alias Paul Dikeledi - Argent  - "Pour son excellente contribution à la lutte de libération. Son sacrifice désintéressé, sa bravoure et sa soif de liberté ont conduit à la démocratie au prix ultime de sa propre vie. "
- Wilson Ndaliso Boy Ngcayiya alias Bogart Soze -  Argent  - "Pour son excellente contribution à la lutte pour la libération de ce pays."
- Joseph «Mpisi» Nduli -  Argent  - «Pour son excellente contribution à la lutte pour la libération du peuple sud-africain. Sa croyance inébranlable en l'égalité de tous les citoyens l'a incité à se battre sans crainte jusqu'à ce que la démocratie soit réalisée. "
- Sam Ntuli -  Argent  - «Pour son excellente contribution à la consolidation de la paix pendant une période particulièrement violente et délicate de l'histoire de la lutte de libération. Il a payé le prix ultime pour son dévouement à la paix et à la liberté. "
- Jackie Sedibe -  Argent  - "Pour son excellente contribution à la lutte pour la liberté et le courage en rejoignant Umkhonto we Sizwe (MK). Elle s'est battue pour la libération de notre peuple et a sacrifié son temps de manière désintéressée pour faire en sorte que tous les Sud-Africains vivent sur un pied d'égalité. "
- Sizakele Sigxashe -  Argent  - "Pour son excellente contribution à la lutte contre l'oppression du peuple sud-africain. Sa bravoure et son courage de convictions l'ont amené à quitter sa maison et ses proches pour se battre pour la liberté dont on jouit aujourd'hui. "
- Peter Lesego Tshikare alias Peter Boroko -  Argent  - «Pour sa contribution désintéressée à la lutte pour la libération du peuple sud-africain. Il a courageusement rejoint la lutte armée avec la conviction que personne ne méritait d'être traité avec indignité "

### 2019
- Thapelo Tambani -  Argent  - "Pour son acte désintéressé de sauver une autre vie, qui a conduit à sa malheureuse disparition."